# Halkosaari (ö i Norra Savolax, Norra Savolax, lat 63,47, long 26,69)
Halkosaari är en ö i Finland. Den ligger i sjön Sulkavanjärvi och i kommunen Kiuruvesi i den ekonomiska regionen  Övre Savolax ekonomiska region  och landskapet Norra Savolax, i den centrala delen av landet, 400 km norr om huvudstaden Helsingfors. Öns area är 1,2 hektar och dess största längd är 220 meter i sydöst-nordvästlig riktning.